# Darts (sport)
Darts of darten zijn de verengelste benamingen voor het pijltjes gooien, een sport die gespeeld wordt met drie darts (pijltjes) en een dartbord. Een oude Nederlandse en in de Vlaamse spreektaal nog gebruikelijke naam van het spel is vogelpik (of het minder gebruikelijke vogeltjepik). Hierbij moet worden opgemerkt dat de originele darts en vogelpik een ander spel zijn. Hoewel de pijltjes, of voor de aan Engels verknochte medemens, “darts” gelijkaardig zijn, wordt het ronde doelwit anders verdeeld.
Darts verdeelt het doelwit in 62 vakken, met waarden van 1-20 en waar deze kunnen verdubbeld of verdrievoudigd worden en de roos of “bull” die een buitenste ring en binnenste cirkel heeft. Deze laatstgenoemde zijn respectievelijk 25 en 50 punten waard.
Vogelpik verdeelt het doelwit in 5 of 7 ringen, deze ringen krijgen een waarde toegekend. Hoe dichter bij het centrum, de roos of “bull”, hoe meer punten het geworpen pijltje of “dart” opbrengt. Een vergelijkbare indeling van het doelwit met deze traditionele cafésport, is het doelwit bij boogschieten.
Hoewel traditionele vogelpik een verdwijnende/verdwenen sport is, worden beide termen voor beide spelen gebruikt.
Het spel werd vanouds voornamelijk in Engelse pubs gespeeld, maar sinds de successen van Raymond van Barneveld is darten ook in Nederland populairder geworden. Toentertijd was het bekendste darttoernooi het World Professional Darts Championship (voorheen ook wel bekend als The Embassy, de toenmalige sponsor. Deze naam werd overigens alleen door SBS6 gebruikt; sinds Embassy gestopt is als sponsor is dit toernooi nu ook bekend als The Lakeside), dat jaarlijks op de Lakeside Country Club in het Engelse Frimley Green wordt gespeeld. De internationale bond is de World Darts Federation (WDF). In Nederland is er de Nederlandse Darts Bond (NDB) en in België de Belgische Dart Bond (BDB).
Onder invloed van de Engelse commerciële omroep Sky Sports werd in 1992 een tweede internationale dartbond opgericht: de Professional Darts Corporation (PDC). Een van de voornaamste darters van deze bond was Phil Taylor. De bekendste Nederlandse darter bij de PDC was Roland Scholten, tot de overstap van Raymond van Barneveld in februari 2006 en in januari 2007 die van Jelle Klaasen, Michael van Gerwen en Vincent van der Voort. Sindsdien hebben er zich meer Nederlandse darters ingeschreven. Het PDC World Darts Championship wordt als het meest prestigieuze toernooi gezien. Zo was de prijzenpot voor de winnaar in 2019 meer dan vijf keer zo groot als die van The Lakeside (£500.000 om £100.000).

## Geschiedenis

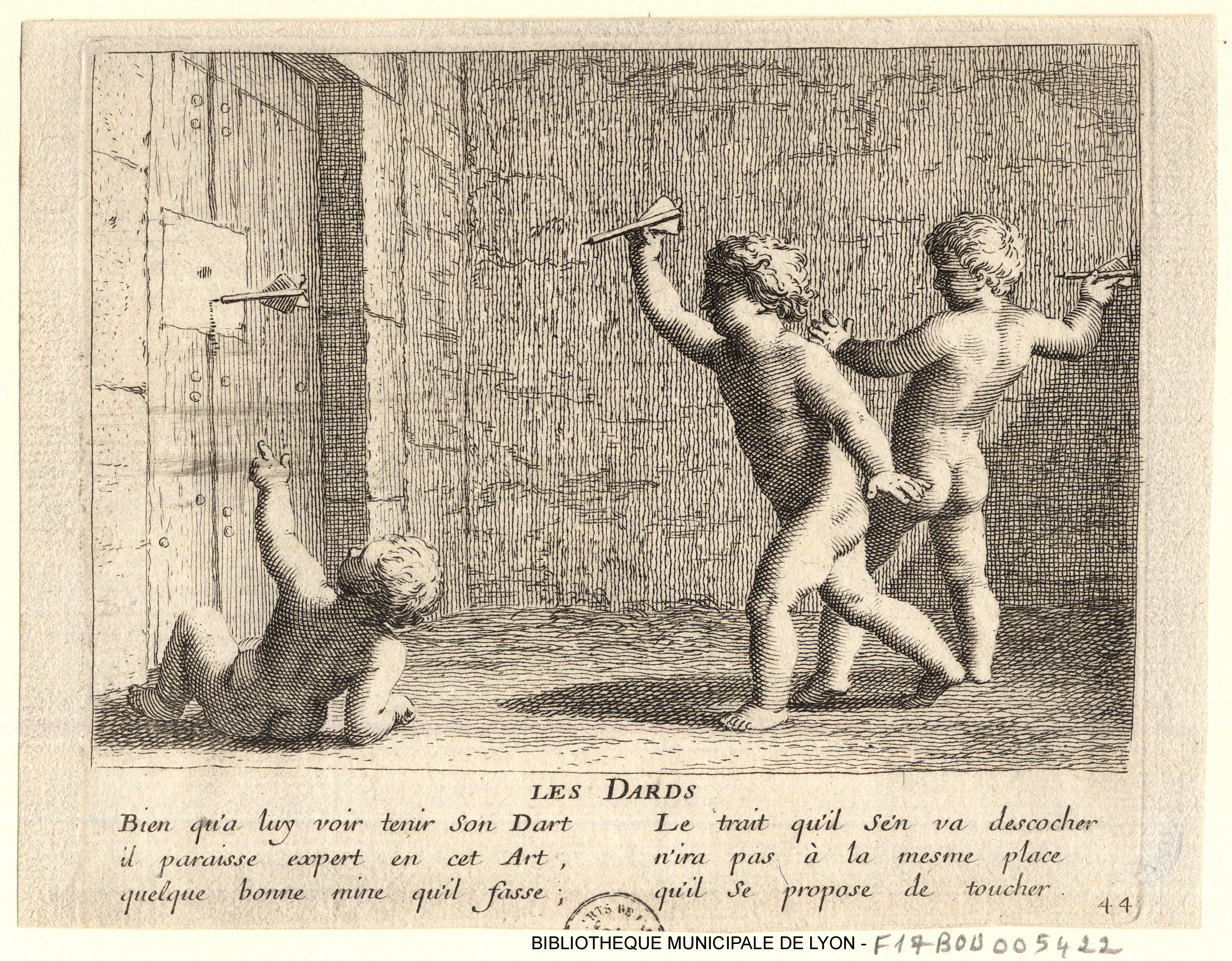
1657, afbeelding van het dartspel

Darten is een eeuwenoud spel. Waar het precies vandaan komt is niet geheel bekend, maar speculaties omtrent de sport vertellen dat de sport begonnen is in tijden dat soldaten tussen de veldslagen door ter tijdverdrijf wedstrijden hielden met het gooien van korte speren op bijvoorbeeld omgekeerde bodems van wijntonnen en later op doorgezaagde boomstamschijven. Op de schijven werd een puntentelling aangebracht. In de wintermaanden werd de sport noodgedwongen binnen gehouden, hetgeen tot gevolg had dat men de kleine speren moest vervangen door darts en er een nieuwe regelgeving voor het beoefenen van de binnensport werd bedacht. Naarmate het spel zich verder ontwikkelde, begonnen de rijkere lagen van de bevolking ook interesse te tonen in darts. Zo staat er geschreven dat in 1530 Hendrik VIII van zijn tweede vrouw Anne Boleyn een kostbaar versierde Biscayan-dartset geschonken kreeg.
Ook speelden de Pilgrim Fathers in 1620 op het schip de Mayflower, onderweg naar de Verenigde Staten darts.
De term vogelpik is afkomstig van een soortgelijk spel dat vroeger gespeeld werd in cafés. Dit spel bestond uit een roos met ringen, niet zoals het actueel dartbord dus, en een nagemaakte vogel met een scherpe snavel. De vogel werd met een koord aan het plafond of een speciaal voor het spel gemaakte galg(indien het spel buiten werd gespeeld) opgehangen en de spelers probeerden de snavel van de vogel in de roos te 'zwieren'.

### Nummering op het dartbord
De punten, die aan de buitenzijde van het dartbord rondom het scorende gedeelte te zien zijn, lijken willekeurig te zijn aangebracht, maar zijn dusdanig geplaatst dat hoge en lage scores zo goed mogelijk over het bord zijn verdeeld. In 1896 ontwierp Brian Gamlin, een toen 44-jarige timmerman uit Bury Lancashire, de nummering van het dartbord, zoals die nu nog bekend is. Gamlin overleed in 1903 net voor hij hierop patent kon leggen.
Er zou gedacht zijn dat ene Jack Bury dit zou zijn, echter hier is sprake van een verspreking, daar Gamlin namelijk juist uit Bury in het district van Lancashire kwam.
Als Gamlin de nummers in telvolgorde had geplaatst, dan zou er veel minder nagedacht hoeven te worden. Omdat de nummering zo door elkaar loopt, speelt geluk een veel minder belangrijke rol. De nummering is nu zo geplaatst dat naast ieder hoog getal twee lage getallen zitten: 20, 1 en 5; 19, 7 en 3; 18, 1 en 4; 17, 2 en 3. Het gebruik van deze nummering zorgt ervoor dat niet de speler met het meeste geluk wint, maar de speler die de techniek het best beheerst.

### Kansspel of sport?
In 1908 werd de Engelse Jim Garside (eigenaar van The Adelphi Inn) in Leeds voor de rechter gedaagd, omdat er in zijn café gedart werd. Kansspelen waren destijds verboden in pubs, en justitie claimde dat darten een kansspel was. Garside nam de op dat moment "beste dartspeler" in die regio genaamd William "Bigfoot" Anakin (een smid die werkte op Kirkstall Road in Leeds) mee naar de rechtszaal, waar men een Yorkshire dartbord (dit is een dartbord zonder triples) ophing, waarop de J.P’s Justices of the Peace hem vroegen 3 door hen gekozen nummers te gooien, wat Anakin daarop dan ook deed. Vervolgens vroeg Garside hen hetzelfde te doen, wat geen van hen lukte. Hiermee had hij aangetoond dat darts een sport van oefening is en geen kansspel.
Er is geen bewijs dat deze rechtszaak ook daadwerkelijk heeft plaatsgevonden. Daarnaast zijn er geen feitelijke gegevens van het Leeds Magistrates Court voor de periode januari 1908 tot december 1911 gevonden, of zijn deze als te zijn verloren beschouwd.
Wel is dit feit door de kleinzoon van Anakin bevestigd tegen Dr. Patrick Chaplin die ook wel "Dokter Darts" wordt genoemd vanwege zijn PhD betreffende de geschiedenis van het darten.
Darten werd steeds populairder, voornamelijk in Engeland, en in 1927 werd een belangrijke stap gezet om de sport internationaal te maken; de News of the World Darts Championship werd georganiseerd. De basisregels werden opgesteld door de National Darts Association, die rond 1924 werd opgericht.

## De sportattributen

### De baan
Voor een wedstrijdbaan is een minimale ruimte nodig met een lengte van 4 meter, een breedte van 3 meter en een hoogte van 3 meter. Thuis kan er ook met een kleinere ruimte worden volstaan. Het dartbord moet zo worden opgehangen dat het midden van het bord (de bull's eye) 1,73 meter (5 ft 8 in) boven de vloer hangt. Achter het bord wordt vaak een dikke lap stof gehangen of het dartbord wordt voorzien van een dikke rubberen ring om schade aan de muur te voorkomen als de darts buiten het bord worden gegooid. De afstand van de werplijn (oche, uitspraak: 'okkie') tot de voorkant van het dartbord bedraagt 2,37 meter (7 ft 9¼ in). De oche moet minimaal 61 centimeter (2 ft) breed zijn en de hoogte bedraagt tussen de 3,8 en 6 centimeter. Ter controle van deze twee afmetingen kan de diagonale lijn tussen het hart van het dartbord tot de oche gemeten worden. Deze behoort dan 2,934m te zijn. Naast het dartbord hangt vaak een scorebord. Verder moet er voldoende verlichting aanwezig zijn, zodanig dat er geen hinderlijke schaduw op het bord ontstaat als de darts in het bord zitten.

### Het dartbord
Het wedstrijdbord dat tegenwoordig gebruikt wordt komt uit Londen. Het dartbord bestaat uit een ronde vezelplaat van 18 millimeter dik, waarop sisalvezelborsteltjes onder grote druk gelijmd en geperst worden. Het geheel wordt omlijst door een metalen band. Het bord wordt voorzien van een vakindeling door middel van verschillende kleuren en bestaat totaal uit 82 speelvakken. Vervolgens wordt er een metalen web op bevestigd dat diezelfde vakindeling heeft. De functie van dit web is er voor te zorgen dat altijd duidelijk is in welk vak een dart gegooid is. Op de buitenzijde wordt een metalen ring aangebracht waarop volgens de vakindeling bepaalde cijfers zijn bevestigd. Deze ring is los te maken, zodat de cijfers ten opzichte van het bord verschoven kunnen worden. Het is de bedoeling dat het vak (bed) 20 middenboven zit. Op deze 20 wordt normaal gesproken het meest gegooid. Hierdoor zal de bodemplaat dan ook in dit vak het eerste kapotgaan. Elke dart die gegooid wordt tast de vezeltjes van het bord aan. Door de lijmlaag valt het bord niet uit elkaar, maar na verloop van tijd wordt op bepaalde plaatsen een opeenhoping van vezeltjes zichtbaar, in de vorm van bulten. Om dit te voorkomen dient het bord om de zoveel tijd gedraaid te worden, zodat het cijfer twintig weer boven een nieuw, minder gehavend deel van het bord staat. De 20 staat wel altijd boven een zwart deel. Moderne sisalvezelborden moeten beslist niet worden natgemaakt zoals nog wel wordt gedacht.

Een dartbord

#### Puntentelling
Het dartbord is verdeeld in ringen en sectoren. De getallen langs de rand geven het aantal punten aan voor een pijltje in de desbetreffende sector. Deze sectoren zijn onderverdeeld in nog een aantal kleinere vakken.
- In het midden is de double bull of bull's eye (rood), 50 punten
- Daaromheen de single bull (groen), 25 punten.
- Daaromheen een brede ring, het bed (zwart en wit), waarvoor het aantal punten geldt dat op de rand van het bord staat.
- Daaromheen een smalle ring, de triple (of treble) ring (rood en groen). Deze levert drie maal het puntenaantal op.
- Daaromheen weer een bed.
- Daaromheen de double ring (rood en groen) met twee keer het aantal punten dat bij het betreffende vak staat.

Een dart in de buitenste zwarte rand (waar de cijfers staan) of naast het bord levert geen punten op.
Een bouncer, een dart die van het bord terugkaatst, heeft geen score tot gevolg.
Daarnaast is er ook geen score wanneer een dart na geworpen te zijn plots uit het bord valt voordat de speler in de gelegenheid was alle drie de pijlen uit het bord te halen (let wel, dit wordt officieel geen bouncer genoemd).
Als een speler een dart in een van zijn eerder gegooide darts gooit (een 'Robin Hood'), wordt de laatste van die twee darts wel gezien als zijnde 'geworpen', maar wordt er geen score aan die dart toegekend.

### De darts

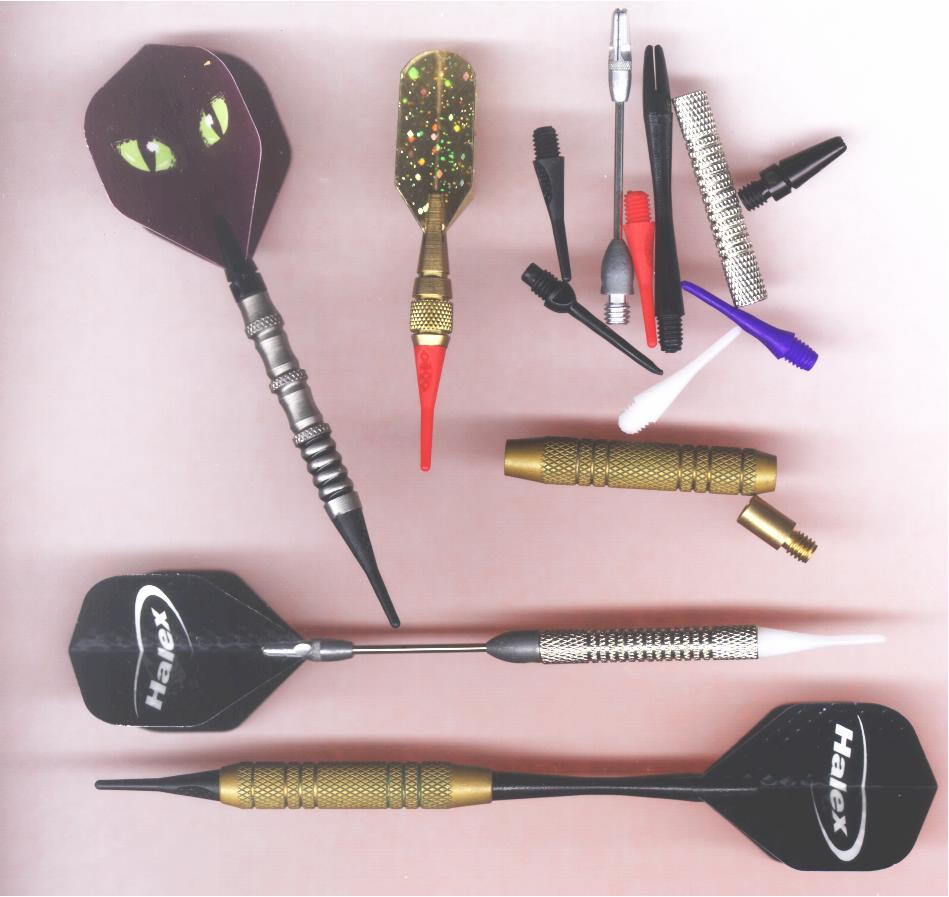
Enkele darts met zachte punt en onderdelen daarvan

De darts zijn de pijltjes waarmee op het dartbord gegooid wordt. Een setje darts bestaat uit drie pijlen, en elke pijl bestaat uit vier onderdelen: de flight, de shaft, de barrel en de punt. Sommige mensen zeggen dat de dart uit drie onderdelen bestaat (waarbij de punt officieel niet altijd als los onderdeel wordt beschouwd).
Punt (point)
De punt of point is van metaal en zit vastgeklemd (hij kan ook ingeschroefd zijn in de barrel, waardoor de punten die in het schroefgedeelte zitten heen en weer kunnen blijven bewegen), in de barrel door een taps toelopend gat. Bij het soft-tip darts is de punt van plastic. Deze punten zijn door de gebruiker zelf te vervangen, omdat de plastic punten snel kunnen afbreken.
Barrel
De barrel is het onderdeel dat de darter vasthoudt en bepaalt het gewicht van de dart. Er bestaan verschillende soorten 'grips': van heel veel profiel naar glad. Ook in breedte en lengte variëren barrels, alsook in gebruikte materialen. Goedkopere barrels worden vervaardigd uit een legering met voornamelijk koper (vb messing), in duurdere bestaan ze vooral uit nikkel en zilver, de duurste bestaan dan weer vooral uit maximaal 98% wolfraam.
Shaft
De shaft is het onderdeel tussen de flight en de barrel. Deze wordt bevestigd met een schroefdraad of direct in de barrel geduwd. De lengte en het materiaal (meestal kunststof of aluminium) varieert. Sinds 2011 wordt er door een Nederlandse fabrikant D'art9 een combinatie van kevlar en carbon (extreem licht en stevige materialen) toegepast bij het ontwikkelen van shafts. (om de kans op los lopen van de shaft van de barrel tegen te gaan, kan men ook nog een klein rond o-ringetje over het schroefgedeelte plaatsen, hierdoor zit de shaft steviger in de barrel. het ligt een beetje aan het soort shaft waarmee de darter, het fijn vindt om te werpen, maar voor de meest standaard shafts zit er ook nog een klein spiraalveertje aan de boven zijde van de shaft, die ervoor zorgt dat de 4 of 3 bekjes aan de bovenzijde waar de flight op geschoven wordt de bekjes dichter tegen elkaar drukt zodat de flight niet te snel van de shaft af komt als men de pijlen werpt)
Flight
De flight is de stabilisator van de dart. Flights variëren in lengte en breedte. Normaal gesproken heeft een flight vier vleugels, maar tegenwoordig zijn ze er ook met drie vleugels, de tri-fin. (Een geworpen pijl kan de flight van een vorige geworpen pijl raken. Daarom is er een flight beschermer (flight protector) bedacht, die je boven op je flight aanbrengt, waardoor de schade veroorzaakt door een hierop botsende pijlpunt verminderd kan worden). De dart mag niet zwaarder zijn dan 50 gram en niet langer zijn dan 30,5 centimeter. (Wanneer tijdens een wedstrijd de darts van een speler beschadigd of verloren geraken, heeft de speler maximaal 3 minuten de tijd voor reparatie of vervanging).

## Spelregels
Er zijn verschillende manieren om te darten, maar de bekendste gaat als volgt: elke speler krijgt 501 punten (dit kan in andere varianten ook 301, 701 of zelfs 1001 zijn) die hij moet wegspelen door om de beurt drie pijltjes te gooien. De speler moet precies op 0 uitkomen, de laatste beurt wordt niet meegerekend als het puntenaantal daarmee onder de 0 zou komen. De laatste pijl "moet" een dubbel zijn, dus de buitenste ring of de bull's eye. De eerste pijl hoeft geen dubbel te zijn behalve bij de World Grand Prix. Hier moet ook de eerste pijl een dubbel zijn. Diegene die als eerste op 0 uitkomt wint de game of leg. Meestal wint diegene die als eerste drie legs wint, de set, soms wordt ook gespeeld met het twee-legs-is-1-set-principe. De uiteindelijke winnaar hangt af van de afspraak: bij bijvoorbeeld een best-of-9-sets wint de speler die het eerste vijf sets wint. Deze spelvorm wordt ook bij officiële wedstrijden gebruikt. 
Een andere bekende spelvorm, en zeker voor beginners interessant, is tac-tics. Hierbij moet iedere speler proberen zo snel mogelijk de getallen 10 tot en met 20 en de bull drie keer te raken (dicht gooien). Punten kunnen gescoord worden voor iedere keer dat een speler een getal raakt nadat hij/zij dit getal dicht heeft gegooid en de tegenstander nog niet. De winnaar is diegene die als eerste alle getallen heeft dichtgegooid en de meeste punten heeft (bij een gelijk aantal punten, wint diegene die alle getallen als eerste dicht heeft). Bij grotere groepen kan dit spel ook met teams worden gespeeld, van bijvoorbeeld twee of meer personen, of zelfs met meerdere teams, hoewel dan de punten worden vervangen door strafpunten.
Dan zijn er minder bekende spelsoorten die als oefening of gewoon voor de lol gebruikt worden, zoals: follow me (of big 6), killers, cricket (halveren), etc.

## 3-darts en 2-darts finishes
| 3 darts finishes |  | 2 darts finishes |
| ---------------- |  | ---------------- |

| punten | 1e pijl | 2e pijl | 3e pijl |  | punten | 1e pijl | 2e pijl | 3e pijl |  | punten | 1e pijl | 2e pijl |  | punten | 1e pijl | 2e pijl |
| ------ | ------- | ------- | ------- |  | ------ | ------- | ------- | ------- |  | ------ | ------- | ------- |  | ------ | ------- | ------- |
| 170    | T20     | T20     | Bull    |  | 131    | T20     | T13     | D16     |  | 110    | T20     | Bull    |  | 71     | T13     | D16     |
| 167    | T20     | T19     | Bull    |  | 130    | T20     | T18     | D8      |  | 107    | T19     | Bull    |  | 70     | T14     | D14     |
| 164    | T19     | T19     | Bull    |  | 129    | T19     | D18     | D18     |  | 104    | T18     | Bull    |  | 69     | T19     | D6      |
| 161    | T20     | T17     | Bull    |  | 128    | T18     | T14     | D16     |  | 101    | T17     | Bull    |  | 68     | D18     | D16     |
| 160    | T20     | T20     | D20     |  | 127    | T20     | T17     | D8      |  | 100    | bull    | bull    |  | 67     | T17     | D8      |
| 158    | T20     | T20     | D19     |  | 126    | T19     | T19     | D6      |  | 98     | T16     | bull    |  | 66     | bull    | D8      |
| 157    | T19     | T20     | D20     |  | 125    | bull    | 25      | bull    |  | 97     | T19     | D20     |  | 65     | T11     | D16     |
| 156    | T20     | T20     | D18     |  | 124    | T20     | T14     | D11     |  | 96     | T20     | D18     |  | 64     | T16     | D8      |
| 155    | T20     | T19     | D19     |  | 123    | T19     | T16     | D9      |  | 95     | T15     | bull    |  | 63     | T9      | D18     |
| 154    | T20     | T18     | D20     |  | 122    | T18     | D18     | D16     |  | 94     | T18     | D20     |  | 62     | T10     | D16     |
| 153    | T20     | T19     | D18     |  | 121    | T20     | T11     | D14     |  | 93     | T19     | D18     |  | 61     | T15     | D8      |
| 152    | T20     | T20     | D16     |  | 120    | T20     | 20      | D20     |  | 92     | T20     | D16     |  | 60     | 20      | D20     |
| 151    | T20     | T17     | D20     |  | 119    | T19     | T12     | D13     |  | 91     | T17     | D20     |  | 59     | 19      | D20     |
| 150    | T20     | T18     | D18     |  | 118    | T20     | 18      | D20     |  | 90     | T18     | D18     |  | 58     | 18      | D20     |
| 149    | T20     | T19     | D16     |  | 117    | T20     | 17      | D20     |  | 89     | T19     | D16     |  | 57     | 17      | D20     |
| 148    | T20     | T20     | D14     |  | 116    | T20     | 20      | D18     |  | 88     | T20     | D14     |  | 56     | 20      | D18     |
| 147    | T20     | T17     | D18     |  | 115    | T20     | 19      | D18     |  | 87     | T17     | D18     |  | 55     | 19      | D18     |
| 146    | T19     | T19     | D16     |  | 114    | T20     | 18      | D18     |  | 86     | T18     | D16     |  | 54     | 18      | D18     |
| 145    | T20     | T19     | D14     |  | 113    | T20     | 17      | D18     |  | 85     | T19     | D14     |  | 53     | 17      | D18     |
| 144    | T18     | T18     | D18     |  | 112    | T20     | 20      | D16     |  | 84     | T16     | D18     |  | 52     | 20      | D16     |
| 143    | T20     | T17     | D16     |  | 111    | T19     | 18      | D18     |  | 83     | T17     | D16     |  | 51     | 19      | D16     |
| 142    | T20     | bull    | D16     |  | 110    | T20     | 18      | D16     |  | 82     | bull    | D16     |  | 50     | 18      | D16     |
| 141    | T20     | T15     | D18     |  | 109    | T20     | 17      | D16     |  | 81     | T15     | D18     |  | 49     | 17      | D16     |
| 140    | T18     | T18     | D16     |  | 108    | T19     | 19      | D16     |  | 80     | T16     | D16     |  | 48     | 16      | D16     |
| 139    | T20     | T17     | D14     |  | 107    | T20     | 15      | D16     |  | 79     | T17     | D14     |  | 47     | 15      | D16     |
| 138    | T17     | T17     | D18     |  | 106    | T20     | 14      | D16     |  | 78     | T14     | D18     |  | 46     | 14      | D16     |
| 137    | T18     | T17     | D16     |  | 105    | T19     | 16      | D16     |  | 77     | T15     | D16     |  | 45     | 13      | D16     |
| 136    | T20     | T20     | D8      |  | 104    | T18     | 18      | D16     |  | 76     | T20     | D8      |  | 44     | 12      | D16     |
| 135    | T20     | T13     | D18     |  | 103    | T20     | 11      | D16     |  | 75     | T13     | D18     |  | 43     | 11      | D16     |
| 134    | T20     | T14     | D16     |  | 102    | T20     | 10      | D16     |  | 74     | T14     | D16     |  | 42     | 10      | D16     |
| 133    | T20     | T19     | D8      |  | 101    | T20     | 9       | D16     |  | 73     | T19     | D8      |  | 41     | 9       | D16     |
| 132    | Bull    | Bull    | D16     |  | 99     | T19     | 10      | D16     |  | 72     | D18     | D18     |  |        |         |         |

Toelichting: T=Triple (3× score); D=Dubbel (2× score)

Opmerking: de puntenaantallen onder 170 die niet in 1 beurt kunnen worden uitgegooid zijn: 169, 168, 166, 165, 163, 162 en 159.

## Terminologie
Zoals elke sport heeft darten zijn eigen terminologie. Aangezien de oorsprong in Engeland ligt zijn alle termen Engels, hoewel er voor sommige uitdrukkingen Nederlandse vertalingen zijn.
3 in a BedAls alle 3 de pijlen in hetzelfde gebied (dubbel, triple of single) van hetzelfde nummer vallen.
9-darterLeg bij 501 die met 9 pijlen uitgegooid is.
Annie's roomHet nummer 1.
Baby tonEen score van 95 (Bijv. T19 en 2×S19).
Bag o' NutsEen score van 45.
Basement / Bottom of the HouseDubbel 3.
Bed & Breakfast / Murphy / FietsEén pijl in de single 5, één in de single 20 en één in de single 1. Deze term is afkomstig van de prijzen in een Bed & Breakfast, deze prijs was vroeger 26 pence.
Black Hat / Hattrick / Dead Eye3× de dubbele bull raken in 1 beurt totale waarde 150 punten.
BombsErg lange of zware dartpijlen.
BreakHet winnen van een leg terwijl de tegenstander begon.
Bucket / Nails / LollyAls alle 3 darts in de 1 belanden.
BuckshotAls de darts wijdverspreid op het bord terecht komen.
BouncerDart die van het bord terugkomt en geen score tot gevolg heeft.
Bull('s eye) / RoosMidden van het bord; 50 punten. Ook wel dubbel bull genoemd.
Bulls OutLeg/set match winnen door met een dubbele bull uit te gooien.
Bust / Point MongerIemand die hoger gooit dan dat hij nodig had om de wedstrijd te finishen. Hierdoor geen score wat ook wel no score / dood gegooid wordt genoemd.
Champagne breakfastLijkt op "Bed & Breakfast", een pijl in de triple 5, eentje in de triple 20 en de laatste in de triple 1.
Check out(Synoniem voor Finish) Een score dat laag genoeg is om het spel uit te gooien.
ChokeMissen van winnende wedstrijd leg. (zoals verliezen op matchpoint)
ChuckerEen speler die maar wat gooit; Niet richt of het wat uitmaakt wat hij/zij raakt.
Circle itAls een speler lager gooit dan 10 met 3 darts zullen zijn teamgenoten zeggen: ‘Circle it’ zodat degene die de score bijhoudt de slechte worp eruit licht.
CorkHet midden van het dartbord.
CricketSpelsoort waarbij men 3× 15, 16, 17, 18, 19, 20 en bull's eye dient te raken. (uitgebreidere versie hiervan is TacTics, die begint bij 3× 10, 3× 11, 3× 12, 3× 13, 3× 14, etc..)
DarteritusEen darter die hier last van heeft, heeft moeite met het op het juiste moment loslaten van de pijlen, zo niet het onvermogen om de pijlen écht los te laten.
Diddle for the MiddleEen worp met 1 dart om te kijken wie de wedstrijd mag beginnen, degene het dichtst bij de bull's eye mag beginnen.
Dirty Darts / punten naaienHet bij Cricket/TacTics expres blijven gooien van een nummer dat de tegenstander nog niet dicht heeft om zo punten te scoren, ook wel “soft tipper” genoemd.
Double / DubbelDe buitenste ring van het dartbord en de bull's eye; deze zijn het dubbele aantal punten waard.
Double inEen dubbel gooien om de partij te mogen beginnen(wordt gebruikt bij de World Grand Prix).
Double outEen dubbel gooien om de leg te winnen.
Double TroubleHet langdurig niet kunnen finishen op een dubbel.
DownstairsDe onderste helft van het bord.
East inEen game die geen speciale gooi behoeft om de score te beginnen (Bijv. dubbel-in).
FlightDe vleugels aan het einde van een dartpijl, deze houden de dart stabiel.
Hail Mary DartTijdens het werpen waarbij de 1e 2 darts het gewenste nummer (zoals de dubbel) missen en de 3e dart dan toch raak is.
IslandHet gebied van het dartbord waar punten te scoren zijn. Als je mist ben je “off the island”.
KillersKillers is een spelvariant van darten, waarbij het doel is je tegenstander te killen oftewel uit te gooien.
Mad houseGekkenhuis, dubbel 1 over als uitgooi.
MatchdartDe dart die gegooid wordt, waarmee de wedstrijd kan worden gewonnen.
MaximumScore van 180, het maximaal haalbare met drie darts.
Maximum finishHoogste uitgooi: 170 (T20, T20, bull's eye).
Mugs awayVerliezer van de vorige leg begint de volgende leg.
PopcornAls de darts zo dicht bij elkaar belanden dat de flight eruit getikt wordt.
Robin HoodSituatie waar de punt van een pijl in de flight van een vorige pijl wordt gegooid (pijl op pijl). Dit is te vergelijken met de legende van Robin Hood (of een Willem Tell) die een pijl splijt met de volgende pijl die hij afschiet.
ShanghaiEen combinatie van een triple, een single en een double, alle drie van hetzelfde getal. Wordt meestal gebruikt als term bij het getal 20. 120 wordt namelijk zo goed als altijd op deze wijze uitgegooid (Shanghai 20). De totale waarde van een 'Shanghai' is zes keer de waarde van de single.
SingleDe 2e, 4e of 5e ring van buitenaf gezien. Hierbij is de score gelijk aan het aangegeven getal. Voor de 5e ring (single bull) betekent dit 25 punten.
SlopDarts die tellen, maar niet terecht zijn gekomen waar je ze bedoeld had.
SpiderHet metalen web dat de afzonderlijke vakjes van het dartbord onderscheidt.
Straight inEen game die geen speciale gooi behoeft om de score te beginnen.
TacTicsspelsoort waarbij men 3× 10, 11, 12, 13, 14, 15, 16, 17, 18, 19, 20 en bull's eye dient te raken.
Toe line / OcheDe lijn waar je achter staat om te gooien.
TonEen score van 100 in een game van x01. Scores van boven de 100 worden een ton-X genoemd bijvoorbeeld een ton-30 betekent een score van 130.
TopsDubbel 20, een term die wordt gebruikt voor het uitgooien van 40. De dubbel 20 zit geheel recht boven de roos aan de rand van het dartbord.
Treble (of triple)De 3e ring van buitenaf. Hierbij is de score het drievoudige van het aangegeven getal.
UpstairsDe bovenste helft van het bord. Meestal wordt hiermee de 20 bedoeld.
HalverenEen spelvorm met de bedoeling een zo hoog mogelijke score te behalen
WireDarts die, doordat ze de draad raken, terechtkomen in het vakje naast het beoogde doel.
XEen dubbel 1

## Dartbonden PDC & BDO (Inmiddels bestaat BDO niet meer)
Wereldwijd heeft het darten 2 grote bonden BDO & PDC, waar diverse bekende darters lid van zijn.
De British Darts Organisation (BDO) is opgericht in 1973 en geliquideerd in 2020; de Professional Darts Corporation (PDC) is in januari 1992 opgericht (toen nog genaamd World Darts Council (WDC)) door 16 professionele darters vanwege onenigheid met de BDO-organisatie; zij richtten daarom hun eigen bond op, waarvan in 1997 de naam werd gewijzigd in Professional Darts Corporation (PDC).

### Ranglijsten PDC & BDO
Beide bonden werken met een ranglijst, zo werkt de PDC met een gewonnen geld ranglijst genaamd "Order of Merit" 
 en de BDO met een punten ranglijst, omdat er bij de BDO ook dames darten is er zowel een heren-ranglijst als een dames-ranglijst
Veel bekende darters hebben een eigen bijnaam. Deze bijnamen zijn meestal gebaseerd op hun achternaam, uiterlijk, karakter of speel/gooistijl.

## Internationale successie

### WK
Tussen 1978 en 2020 zijn er 43 wereldkampioenschappen gegooid bij de BDO en 27 bij de PDC tussen 1994 en 2020.

#### Titels per speler
| Rang | Speler                | Land      | Aantal | Jaartal(len)                                                   |
| ---- | --------------------- | --------- | ------ | -------------------------------------------------------------- |
| 1    | Phil Taylor           | Engeland  | 16     | 1990, 1992 (BDO), 1995-2002, 2004-2006, 2009, 2010, 2013 (PDC) |
| 2    | Raymond van Barneveld | Nederland | 5      | 1998, 1999, 2003, 2005 (BDO), 2007 (PDC)                       |
|      | Eric Bristow          | Engeland  | 5      | 1980, 1981, 1984-1986 (BDO)                                    |

## Bekende toernooien
Er zijn diverse darttoernooien, enkele belangrijke zijn:
Georganiseerd door de PDC:
- PDC World Darts Championship
- Premier League Darts
- UK Open
- The Masters
- World Cup of Darts
- World Matchplay
- World Grand Prix
- European Darts Championship
- Grand Slam of Darts
- Players Championship Finals
- Champions League of Darts

Georganiseerd door de BDO:
- World Professional Darts Championship
- Winmau World Masters
- Dutch Open
- Zuiderduin Darts Masters

Georganiseerd door de WDF:
- WDF World Cup
- WDF World Darts Championship

Georganiseerd door de WSDT:
- World Seniors Darts Championship
- World Seniors Darts Masters
- World Seniors Darts Matchplay